# Москва (кинотеатр, Ереван)
«Москва» — широкоформатный кинотеатр, первый двухзальный кинотеатр в Ереване и Армении. Расположен на улице Абовяна, 18. Открыт 12 декабря 1936 года.

## История и описание
Кинотеатр «Москва» построен по проекту архитекторов Т. Ерканяна и Г. Кочара на месте разрушенной церкви Св. Павла и Петра. На строительных субботниках здесь работали работники Арменкино: режиссёр Амо Бек-Назаров, оператор Ю. Фельдман и др. В день открытия был показан первый армянский звуковой фильм «Пепо». Фасад здания украшен барельефами на темы известных советских фильмов: «Чапаев», «Пэпо», «Давид-Бек», «Саят-Нова», и пластических искусств: «Танец» и «Сцена». Неоднократно перестраивался.
Кинотеатр имеет 4 зала: большой «Красный зал» (491 место), малый — «Синий зал» (352 места), VIP (35 мест) и открытый летний зал (не работает).
В 1978 году в кинотеатре «Москва» прошёл 11-й Всесоюзный кинофестиваль. С 2004 года проводится международный кинофестиваль «Золотой абрикос».
У входа в кинотеатр находится «Аллея звёзд» с именами четырёх выдающихся личностей, вошедших в мировой кинокаталог: Амо Бекназарова, Рубена Мамуляна, Сергея Параджанова и Анри Вернёя. Перед кинотеатром площадь Шарля Азнавура (в прошлом кинотеатра «Москва»), где расположены гостиница «Голден Тулип», Русский театр имени Станиславского и Дом художников Армении, фонтан «Знаки зодиака».

## Галерея

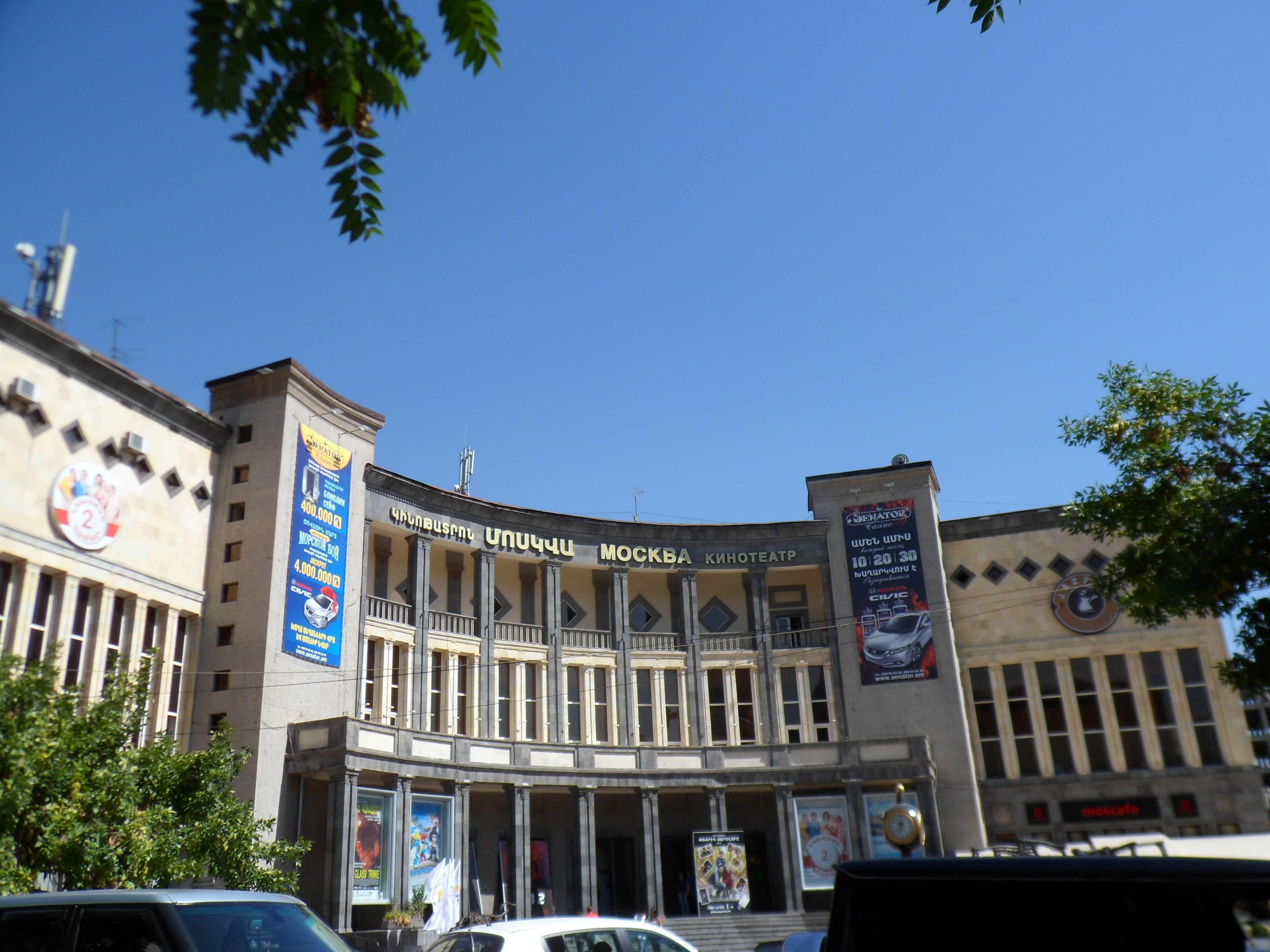
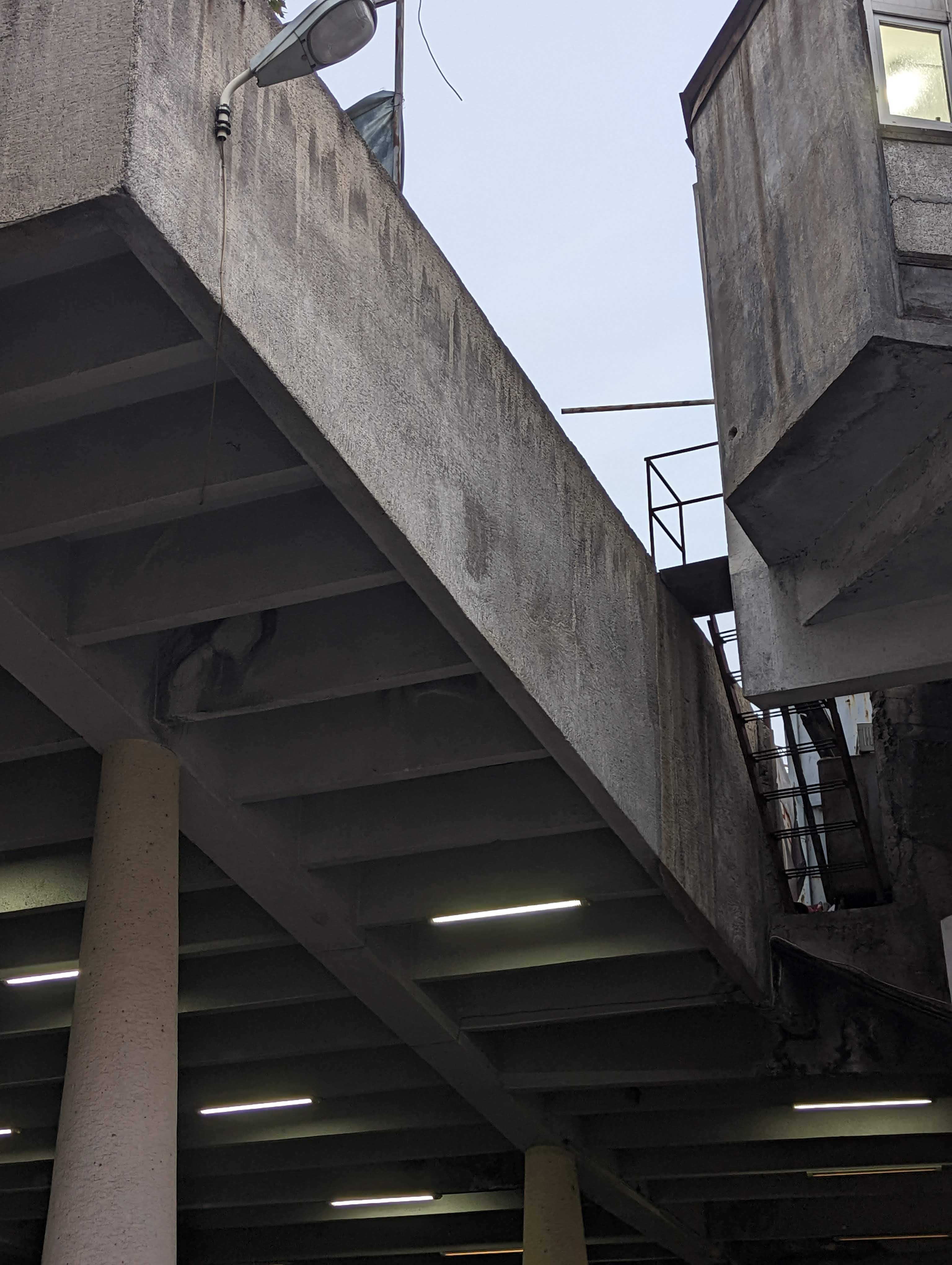
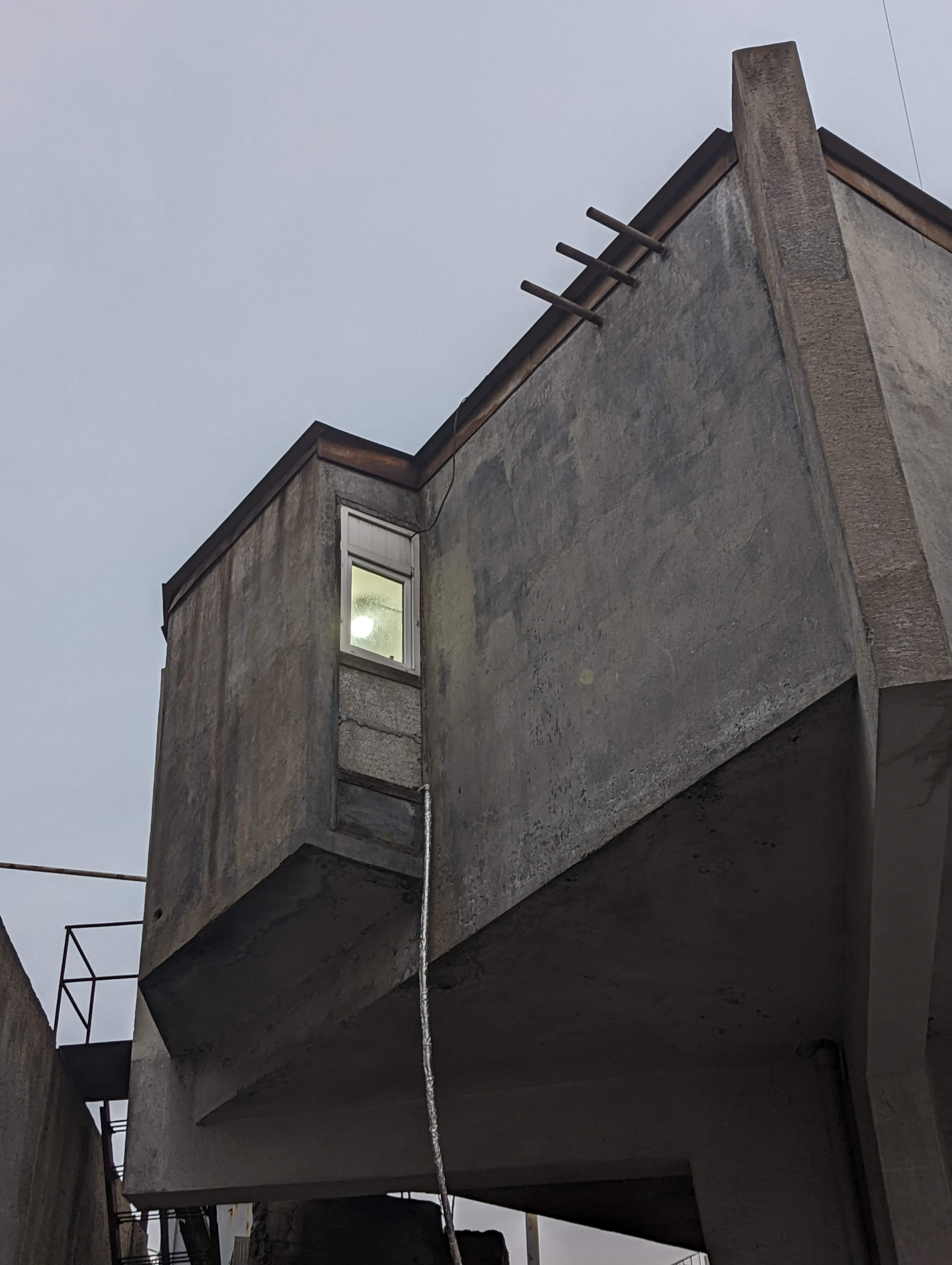